# Ski Academy
Ski Academy (Originaltitel: Ski Patrol) ist eine US-amerikanische Filmkomödie von Regisseur Rich Correll aus dem Jahr 1990. Erstaufführung war in den USA am 12. Januar 1990. Filmproduzent war Paul Maslansky, der zuvor schon Police Academy produzierte.

## Handlung
Die Snowy Peaks Ski Patrol ist ein bunt zusammengewürfelter Haufen einer Bergwacht. Die Crew setzt sich zusammen aus Jerry, dem ältesten Mitglied, der in Ellen verliebt ist; dem Skilehrer „Iceman“; dem Sänger Eddie; Stanley dem Sprengstoffmeister; sowie Tiana, einem Austausch-Ski Patrol-Mitglied, die in Stanley verliebt ist. Während sie aufgrund ihrer Verrücktheiten alle gemeinsam Spaß haben und die Skiurlauber auf dem Berg durch ihre Patrouillen vor Gefahren sichern, versuchen sie zugleich die Lodge, den gesellschaftlichen Mittelpunkt in Snowy Peaks, vor dem habgierigen Bauunternehmer Sam Maris zu retten, der sie dem alten Pops abkaufen und schließlich abreißen will, um dort Hotels und Spielcasinos zu errichten.

## Rezeption
Der Hollywood Reporter befand, der Film sei so lustig, wie mit den Skiern in einen Baum zu fahren. Die Los Angeles Times war hingegen positiver und meinte, Ski Academy sei eine rasante und geschickt konstruierte Jugendkomödie.

## Trivia
- Drehorte waren Park City und Snowbird in Utah, USA.